# Le Colibri
Pour les articles homonymes, voir Colibri (homonymie).
Pour plus de détails, voir Fiche technique et Distribution.
Le Colibri (Il colibrì) est un film dramatique franco-italien réalisé par Francesca Archibugi et sorti en 2022.
Il s'agit d'une adaptation du roman homonyme (it) de Sandro Veronesi paru en 2020 et lauréat du prix Strega.
Dans une alternance de passé et de présent, le film retrace la vie de Marco Carrera, surnommé "le colibri", en raison de sa petite taille et de la délicatesse de son physique d'enfant.

## Synopsis
Marco est issu d'une famille de la classe moyenne supérieure ; ses parents (Letizia, architecte, et Probo, ingénieur) sont unis par une relation faite de hauts et de bas, d'éternelles querelles et de dépendance mutuelle.
Le garçon a toujours été amoureux de Luisa, une jeune fille italo-française avec laquelle il vit sa première histoire d'amour. Son ami intime est Duccio, avec qui il décide secrètement de partir pour Ljubljana à la recherche de la fortune. Mais dès l'embarquement, Duccio est pris d'une crise d'angoisse incontrôlable, persuadé que l'avion va s'écraser ; les deux amis sont alors débarqués avant le décollage. Peu après, à la suite d'un dysfonctionnement, l'avion s'écrase effectivement : le pressentiment de Duccio s'est avéré réel. L'événement renforce la réputation de Duccio en tant que porte-malheur, tandis que Marco acquiert un sentiment de gratitude à l'égard d'un « faiseur de miracles ».
Peu après, Irène, la sœur aînée de Marco, esprit rebelle et impatient, se suicide à l'âge de 24 ans en se jetant à la mer. Le deuil et le ressentiment à l'égard de son jeune frère Giacomo, qui était présent et n'a pu empêcher ce geste extrême, provoquent une rupture entre les deux frères. Ils ne se retrouveront que des années plus tard, à l'enterrement de leur mère et auprès de leur père mourant, sans parvenir à se rapprocher.
Entre-temps, Marco devient un médecin et un universitaire estimé.
Dix ans après l'accident, une interview télévisée montre Marina, une hôtesse de l'air qui aurait dû être de service dans l'avion mais qui avait demandé à être remplacée pour assister sa sœur mourante. Considérant le salut de Marina comme une sorte d'affinité prodigieuse, Marco parvient à contacter la jeune fille et à entamer une relation couronnée par un mariage.
Cependant, Marina s'avère souffrir de troubles psychologiques importants, à tel point que son psychothérapeute, contrevenant aux règles déontologiques, révèle à Marco la gravité de l'état de sa femme, ainsi que ses infidélités régulières. Leur enfant Adèle s'avère également souffrir d'anomalies comportementales, convaincue de l'existence d'un fil invisible qui conditionne matériellement sa vie. Marco et Marina se séparent et c'est ce dernier qui se consacre pleinement à sa fille.
En grandissant, Adèle retrouve l'équilibre et la joie de vivre. Au début de la vingtaine, elle accueille avec joie une grossesse résultant d'une relation occasionnelle : un enfant métis naît, appelé Miraijin, ce qui signifie « personne future ». Quelques mois plus tard, alors qu'elle pratique l'escalade, sa grande passion, Adèle est victime d'un accident mortel. Marco, désespéré, trouve en sa petite-fille la volonté de continuer.
Une passion pour le jeu, cultivée depuis l'enfance, conduit Marco à assister à des parties de poker professionnel, sous la houlette de son ami de longue date Luigi. Au cours d'une soirée de poker, Marco rencontre Duccio, qui est devenu un « joker professionnel ». Ce dernier conseille à son ami de se retirer de la partie, révélant qu'il a été chargé par Luigi de porter malheur à son adversaire afin que Duccio lui fasse gagner une grosse somme d'argent. Marco déclare qu'il ne croit pas à l'influence négative de Duccio et, malgré l'avertissement, ne se retire pas du jeu. C'est lui qui remporte la somme de huit cent quarante  mille euros de la part de Luigi. En recevant le chèque, Marco se déclare satisfait de sa vie déjà confortable, de son travail et de son rôle de grand-père et de tuteur de sa petite-fille ; croyant que l'argent obtenu de façon imméritée est une source de malchance ultérieure, il renonce à son gain.
Tout au long de sa vie, le protagoniste entretient une relation platonique avec Luisa, le premier amour qu'il n'a jamais oublié. Ce n'est que plus tard qu'il apprend que Luisa a eu une relation amoureuse avec Giacomo lui-même, et qu'il entretient avec eux une sorte de lien affectif. Libéré d'un lien qu'il n'a jamais vraiment exploité, Marco acquiert une nouvelle sérénité.
L'histoire se termine lorsque Marco, désormais âgé, est atteint d'une maladie incurable ; ne voulant pas obliger Miraijin à renoncer à sa vie pour l'assister, ni subir les affres de la chimiothérapie et d'un déclin inexorable, Marco décide de recourir à l'euthanasie. Il s'en va paisiblement, face à la mer, dans sa villa familiale, salué par tous les êtres chers de sa vie.

## Fiche technique
- Titre français : Le Colibri[1]
- Titre original italien : Il colibrì[2],[3]
- Réalisation : Francesca Archibugi
- Scenario : Francesca Archibugi, Laura Paolucci, Francesco Piccolo d'après le roman de Sandro Veronesi
- Photographie :	Luca Bigazzi
- Montage : Esmeralda Calabria
- Son : Alessandro Bianchi
- Musique : Battista Lena
- Décors : Alessandro Vannucci
- Costumes : Lina Nerli Taviani
- Production : Laura Paolucci, Domenico Procacci, Anne-Dominique Toussaint, Ivan Fiorini
- Société de production : Fandango, Rai Cinema, Les Films des Tournelles
- Société de distribution : 01 Distribution (Italie) • Orange Studio (France)
- Pays de production :  Italie (93,5 %) •  France (6,5 %)
- Langue originale : Italien
- Format : Couleurs
- Durée : 126 minutes
- Genre : Drame
- Dates de sortie :
  - Canada : 16 septembre 2022 (Festival du film de Toronto)
  - Italie : 13 octobre 2022
  - France : 2 août 2023

## Distribution
- Pierfrancesco Favino : Marco Carrera
  - Francesco Centorame : Marco Carrera jeune
- Kasia Smutniak : Marina Molitor
- Bérénice Bejo : Luisa Lattes
  - Elisa Fossati : Luisa Lattes jeune
- Nanni Moretti : Daniele Carradori, le psy de Marina
- Laura Morante : Letizia Carrera, la mère de Marco
- Sergio Albelli : Probo Carrera, le père de Marco
- Alessandro Tedeschi : Giacomo Carrera, le frère de Marco
  - Niccolò Profeti : Giacomo Carrera jeune
- Fotinì Peluso : Irene Carrera, la soeur de Marco
- Massimo Ceccherini : Duccio Chilleri
  - Lorenzo Mellini : Duccio Chilleri jeune
- Benedetta Porcaroli : Adele Carrera, la fille de Marco
- Rausy Giangarè : Miraijin, la fille d'Adele
- Valeria Cavalli : la mère de Luisa
- Xavier Rigault : le mari de Luisa
- Pietro Ragusa : Luigi Dami Tamburini
- Matilda Grace Marini : Amanda Carrera
- Marlo DiCrasto : Violet Carrera, l'épouse de Giacomo

## Production
Le tournage a eu lieu à Rome, Paris, Florence et au Monte Argentario pendant une durée de neuf semaines. La production est principalement italienne avec une participation à hauteur de 6,5 % de la société française de production Les Films des Tournelles.

## Exploitation
La bande-annonce est sortie le 16 septembre 2022, le même jour que l'avant-première du film au Festival international du film de Toronto 2022. En Italie, le film a été présenté en avant-première le 13 octobre 2022 au Festival du film de Rome avant de sortir le lendemain nationalement dans les salles italiennes.